# رشته‌ختایی

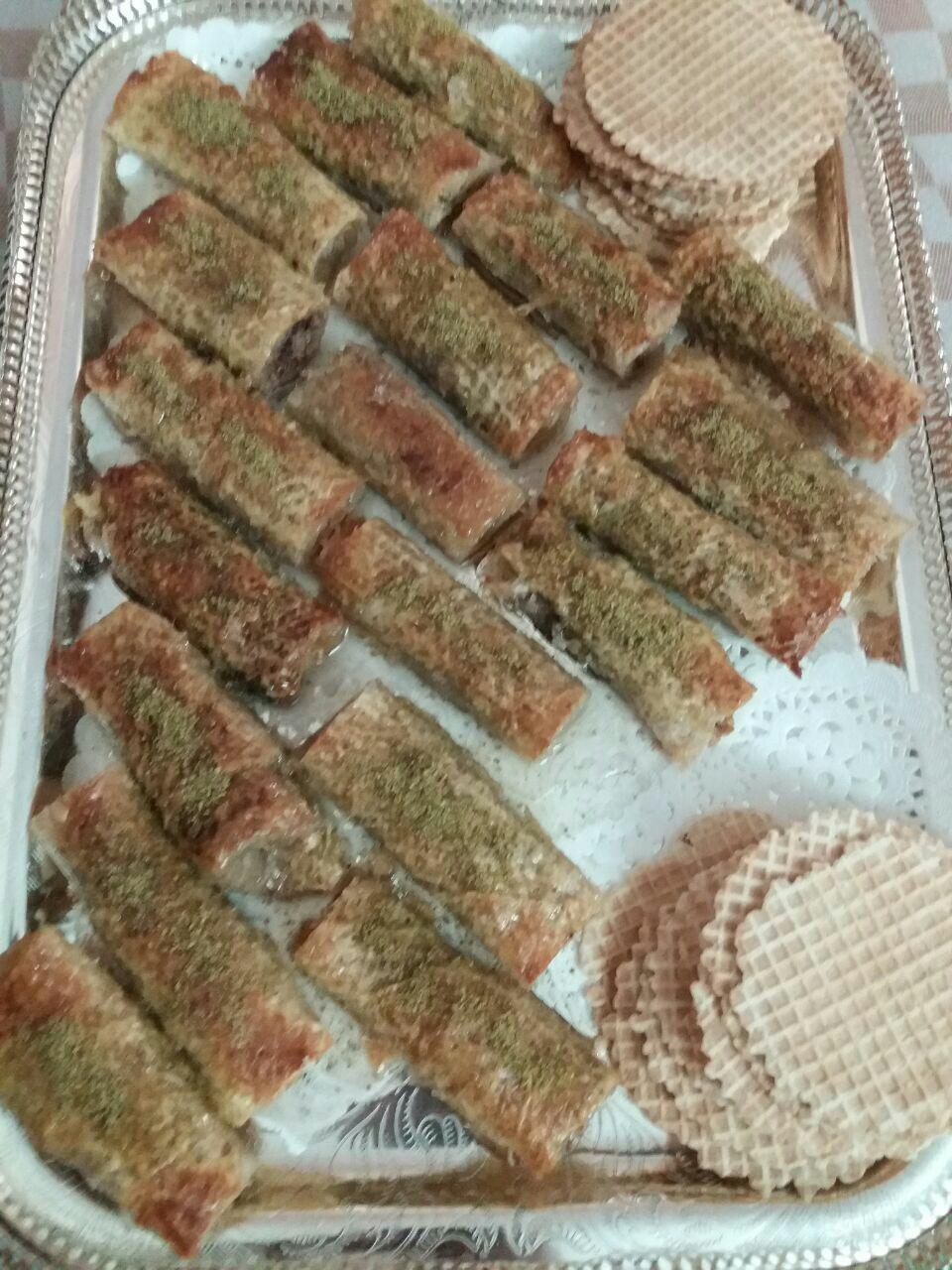
رشته ختایی

باقلوا کادایف یا رشته ختایی از شیرینی‌های ترک معروف شهر تبریز است که در ماه رمضان بازار این شیرینی داغ می‌شود این دسر همچو باقلوا طرفداران زیادی دارد که از رشته، گردو، پسته، کره، پودر قند، دارچین، زنجبیل، پودر گل محمدی و گلاب تهیه می‌شود.